# Dan Kòlov
Dontxo Kòlеv Dànev, búlgar: Дончо Колев Данев, (27 de desembre de 1892 – 26 de març de 1940), conegut habitualment pel seu nom de ring Dan Kòlov, búlgar: Дан Колов, de vegades transcrit Dan Koloff, fou un lluitador búlgar i artista marcial mixt nascut a Sennik, Bulgària, primer campió europeu de lluita lliure de Bulgària.
També va guanyar l'or europeu el 1936 al campionat de París, segona distinció per a Bulgària després del títol mundial de Nikola Petrov (lluita grecoromana) del 1900.

## Primes anys
Dontxo Kòlev Dànev va néixer el 27 de desembre de 1892 al poble de Sennik, municipi de Sevlíevo. Tenia set anys quan el seu pare va morir. Aquest tràgic esdeveniment l'obligà a convertir-se en pastor per sobreviure.
Va abandonar el país el 1905 i va anar a Hongria. Treballà com a jardiner a Budapest. El 1909 es va reunir amb un altre lluitador búlgar, Nikola Petrov, que el va convèncer d'emigrar als Estats Units. Per sobreviure, es dedicava a qualsevol tipus de feina: camàlic, constructor de ferrocarrils, miner.

## Carrera esportiva

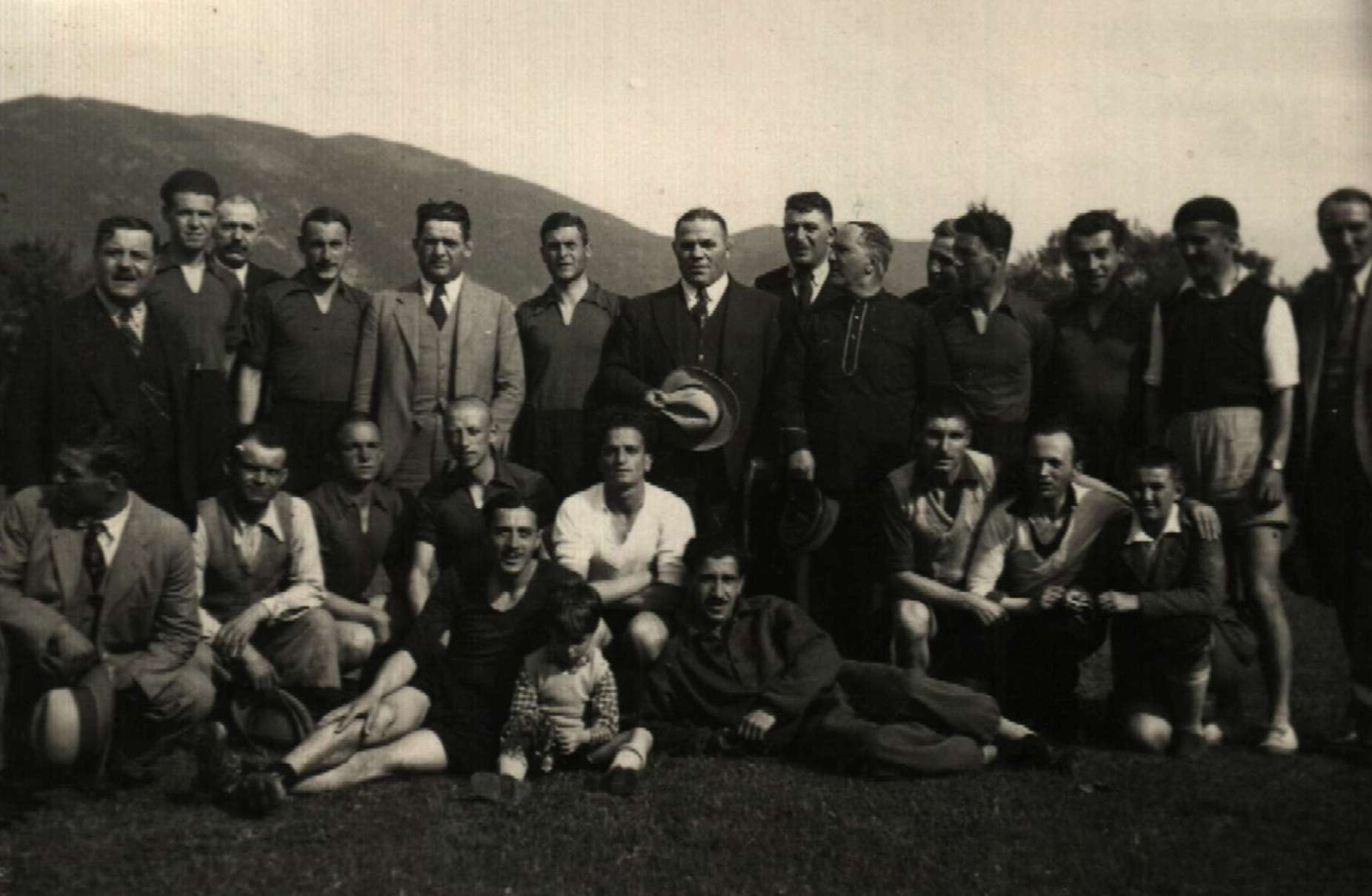
Foto del grup amb Dan Kolov (dempeus, al centre)

Va començar la seva carrera com a lluitador primer en lluites organitzades entre treballadors. Més tard va guanyar el torneig al circ "Victoria" el 1914, quan el director del circ va convidar a persones del públic a competir i comprovar el seu poder físic amb l'estrella Jeff Lawrence "El ciclop". Kòlov va acceptar el repte i va aconseguir superar el lluitador de 105 kg. Posteriorment, Kòlov va ser contractat com a lluitador pel mateix circ.A principis del segle passat, la lluita estava representada per un estil de lluita lliure, on es permetien cops i puntades de peu. Era un esport perillós, amb moltes i greus lesions. El catch wrestling es considera el pare de les arts marcials mixtes.
Abans de ser descobert i entrenat per ser un lluitador professional per part Stanisław Cyganiewicz, Kolov va ser autodidacta. Kòlov va ser el primer lluitador que va guanyar dues vegades el "cinturó de diamant" del campionat mundial de lluita dels pesos pesants. Les seves victòries més famoses són: a Nova York vs. Rudy Dusek (1919), a Tòquio vs. Jiki Higen "L'estrangulador" (1921) i a París contra Henri Deglane (1933). També va ser triple campió dels pesos pesants (1934, 1937, 1937). El 1937, Kolov va vèncer el campió europeu dels pesos pesants, l'estatunidenc Al Pereira, el qual el va recuperar i el va tornar a perdre altre cop a mans de Kolov.

### Victòries
Kolov va disputar almenys 181 combats. Les seves victòries inclouen:
- 2 cops Campió Mundial dels Pesos Pesants "Diamond Belt" (1927, 1933)
- 3 cops Campió d'Europa dels Pesos Pesants (1934, 1937, 1937/1938)
- 1 cop vencedor del torneig al Japó (1924)
- 1 cop vencedor del torneig al Brasil (1927)
- Guanyador múltiple de tornejos als Estats Units (1914/1927)

### Derrotes
Kolov té almenys 72 pèrdues registrades en batalles oficials.

## Retorn a Bulgària
Després de 30 anys en un país estranger, va tornar a Bulgària i fou rebut com a heroi nacional. Al llarg de tota la seva carrera, se li va demanar moltes vegades que es fes ciutadà estatunidenc. Ell s'hi va negar amb aquestes paraules: "Dan Kòlov és búlgar". Kòlov es va mantenir orgullós de ser búlgar fins a la seva mort i va ser famós per les seves paraules: "Em sento fort, perquè sóc búlgar". Per a ell, la seva pàtria era el més sagrat de tot. És recordat per ajudar molts ciutadans búlgars al país i a l'estranger. Va donar tots els seus diners a institucions benèfiques. El primer avió del servei postal búlgar fou donat per ell.
Quan va tornar a Bulgària, se li va preguntar si volia que algú el portés a casa amb cotxe, a la qual cosa respongué: "Vaig marxar de casa caminant, hi tornaré caminant".
Un cop a casa, va passar la major part del temps establint clubs de lluita per entrenar els joves, però va continuar competint professionalment fins als últims anys de la seva vida. També va organitzar molts combats de lluita a Sofia i va donar-ne tots els beneficis
El nou govern comunista li va atorgar pòstumament el títol de "Mestre honorífic de l'esport", búlgar: Заслужил майстор на спорта Zaslújil maístor na sporta, i des de 1962 la Federació Búlgara de Lluita organitza un torneig internacional de lluita lliure que duu el seu nom.
El 1999 es va produir una pel·lícula sobre la seva vida, titulada Dan Kòlov - el rei de la lluita lliure.

## Mort
Kòlov va morir a Bulgària el 26 de març de 1940 a causa d'una tuberculosi.i fou sebollit a la seva ciutat natal. El seu taüt va ser portat pels oficials del Novè Cos d'Artilleria de la ciutat de Sevlíevo, també escortats per una companyia honorària de cavalleria. Va ser enterrat amb la petició específica d'estar de cara als Balcans ("Balkan" contra "Balkan"); atès que "Balkan" en búlgar significa "muntanya", el significat és "muntanya contra muntanya".
Cada any a la ciutat de Sevlíevo se celebra un torneig de lluita lliure en memòria de Dan Kòlov.

### Rumors al voltant de la seva mort
Una de les versions que corren és que no va emmalaltir de manera natural, sinó que va ser enverinat deliberadament durant molt de temps per metges francesos Se sap que hi ha va haver molts intents d'aconseguir que Kolov fos desgraciat i desqualificat dels tornejos.

## Sobrenoms
- "El lleó búlgar"
- "King Kong"
- "El rei de la lluita"
- "Les mans d'acer"